# Chicha Amatayakul
Chicha Amatayakul (em tailandês: ชิชา อมาตยกุล) nascida Kanyawee Phumsiridol (tailandês: กัลยวีร์ ภูมิสิริดล), também conhecida como Kitty Chicha (tailandês: คิทตี้ ชิชา) (Bangkok, 5 de agosto de 1993) é uma atriz, modelo e cantora tailandesa, ex-integrante do grupo musical feminino Kiss Me Five da Kamikaze Records. Ela é mais conhecida por seu papel como Nanno na série antológica da Netflix, Girl from Nowhere.

## Vida pessoal
Amatayakul nasceu em Bangkok, em 5 de agosto de 1993. Seu nome do meio, "Kitty", foi escolhido por seu pai em homenagem a Hello Kitty. Ela frequentou a 4ª série na Escola Chitralada. Ela cursou o ensino médio em uma escola internacional sob o Currículo Britânico (IGCSE) aos 15 anos de idade antes de ingressar no ensino superior na Faculdade de Negócios da Assumption University e na Faculdade de Direito da Ramkhamhaeng University. Aos 15 anos, se graduou na escola New International School of Thailand.

## Carreira
Em 2010, Amatayakul juntou-se à Kamikaze Records como membro do grupo pop Kiss Me Five, que também incluía as membros Bow Maylada, Bam Pakakanya, Gail Natcha e Mild Krittiya. O grupo durou até 2012.
Ela interpretou Monica no seriado Net I Die, de 2017. Protagonista na série do Channel 3, Chao Phraya, Finalizou a década de 2010 con uma aparição no filme Necromancer 2020. A partir de 2018, Amatayakul estrelou como a personagem principal, Nanno, na série antológica de drama, Girl from Nowhere. A segunda temporada de Girl from Nowhere estreou na Netflix em 2021, expondo Amatayakul ao público internacional.
Em 2020, após interpretar o papel de Kat no telefilme Scholar, logo ela alcançou reconhecimento internacional com seu papel como Suda Romyen, amante do assassino em série Charles Sobhraj, na série britânica The Serpent, lançada na plataforma Netflix em abril de 2021.

## Filmografia

### Televisão
| Ano           | Título                                            | Papel       | Nota                           | Ref.   |
| ------------- | ------------------------------------------------- | ----------- | ------------------------------ | ------ |
| 2013          | ชาติเจ้าพระยา                                       | Dujdao      |                                |        |
| 2013          | จุดนัดภพ ปี 2ตอน สาวปากแดงตอน รักจุกอก                 | Saipan      | Convidada                      |        |
| 2013          | ATM 2 คู่เวอร์เออเร่อเออรัก                            | Cookie      |                                |        |
| 2015          | Love Blood จัดรักให้ตรงกรุ๊ป                           | Golf        |                                |        |
| 2015          | รักนี้ผีคุ้มตอน พ่อหนูเป็นผี                                |             | Convidada                      |        |
| 2015          | รับแซ่บ My Boss                                     | Pim         |                                |        |
| 2015          | ปริศนาอาฆาต                                        |             |                                |        |
| 2015          | สิงห์สี่แคว                                           | Dujdao      |                                |        |
| 2015          | Love Songs Love Stories เพลง คิดถึงฉันไหมเวลาที่เธอ... |             |                                |        |
| 2016          | กรุงเทพ..มหานครซ้อนรัก                               | Kitty       | Convidada                      |        |
| 2017          | แหวนดอกไม้                                         | Oum         |                                |        |
| 2018          | หลงไฟ                                             | I-Tim       |                                |        |
| 2018–presente | Girl from Nowhere                                 | Nanno       | Elenco principal; 2 temporadas |        |
| 2020          | เสียดาย                                            | Pu          |                                |        |
| 2021          | The Serpent                                       | Suda Romyen |                                | [ 21 ] |

### Cinema
| Ano  | Título                  | Papel                                    | Nota           |
| ---- | ----------------------- | ---------------------------------------- | -------------- |
| 2017 | The Serpent's Song      |                                          | Curta-metragem |
| 2017 | เน็ต ไอ ดาย #สวยตายล่ะมึง! | Monica                                   |                |
| 2019 | จอมขมังเวทย์ 2020         | Tenente Toon                             |                |
| 2019 | โจรปล้นโจร               |                                          |                |
| 2020 | 7 Boy Scouts            |                                          |                |
| 2020 | Scholar                 | Kat                                      | Telefilme      |
| 2023 | Rain Dancer             | Pranpriya "Rain Dancer" Jongchapongvitee |                |

## Videoclipes
| Título em tailandês | Tradução em português       | Artista                                         | Nota                                                | Ref.   |
| ------------------- | --------------------------- | ----------------------------------------------- | --------------------------------------------------- | ------ |
| แฟน                 | Namorada                    | Pae Arak Amornsupasiri                          |                                                     |        |
| เมื่อคืน / Meua Keun   | Noite Passada               | Season Five                                     |                                                     |        |
| คนไม่จำเป็น           | Pessoa Desnecessária        | Getsunova                                       |                                                     |        |
| 1-100               | 1-100                       | SOMKIAT                                         |                                                     |        |
| รักดี                 | Amor Bom                    | NICECNX                                         |                                                     |        |
| ลืมกันแล้วหรือยัง        | Se Esqueceu?                | 25hours                                         |                                                     |        |
| เพื่อนเธอโคตรได้       | Sua amiga é boa pra c*ralho | BEN BIZZY & LAZYLOXY                            |                                                     |        |
| ตราบ                | Enquanto                    | THE KEYLOOKZ                                    |                                                     |        |
| ให้เธอได้ฟัง           | Deixe Ela Ouvir             | New Mandarin                                    |                                                     |        |
| ถอนหายใจ            | Suspire                     | MILD                                            |                                                     |        |
| RADAR               | RADAR                       | บุรินทร์ บุญวิสุทธิ์ Burin Boonvisut × TWOPEE Southside |                                                     |        |
| ฉันยังหายใจอยู่         | Eu ainda estou respirando   | FAHRENHEIT                                      |                                                     |        |
| ดอกไม้ในหนังสือหน้าที่ 75 | Flores no Livro, Página 75  | THE WHITEST CROW                                |                                                     |        |
| ช่วงนี้/Chuang Nee     | Recentemente                | Nanno                                           | Cover da música com o mesmo título de Atom Chanakan | [ 23 ] |
| สิ่งแทนใจ             | Representação               | Retrospect                                      |                                                     |        |